# دونكان فيرغسون
دونكان فيرغسون (بالإنجليزية: Duncan Ferguson)‏ (27 ديسمبر 1971 إستيرلينغ المملكة المتحدة - ) هو لاعب كرة قدم بريطاني يلعب كمهاجم، شارك في بطولة أمم أوروبا لكرة القدم 1992.

## مسيرته الكروية
لعب دونكان فيرغسون خلال مسيرته الاحترافية مع 4 أندية في ثمانية عشر موسمًا وسجل خلالها 99 هدفًا ضمن 360 مباراة. حيث فاز في موسم واحد بالكأس وفي موسمين بالدوري.
خاض دونكان فيرغسون مسيرته مع نادي دندي يونايتد في موسم 1990–91 واستمر معه طيلة ثلاثة مواسم، مشاركًا في 77 مباراة سجل خلالها 28 هدفًا. ثم انتقل إلى نادي رينجرز في موسم 1993–94 ولمدة موسمين، حيث شارك في 14 مباراة سجل خلالها هدفين. لينتقل بعدها إلى نادي إيفرتون في موسم 1994–95 في المرة الأولى ليلعب معه خمسة مواسم ثم في موسم 2000–01 ليلعب معه ستة مواسم، مشاركًا طوالها في 239 مباراة سجل خلالها 61 هدفًا. ثم انتقل إلى نادي نيوكاسل يونايتد في موسم 1998–99 ولمدة موسمين، مشاركًا في 30 مباراة سجل خلالها 8 أهداف.

## وصلات خارجية
- دونكان فيرغسون على موقع IMDb (الإنجليزية)

دونكان فيرغسون على موقع الاتحاد الدولي (مؤرشف)  (الإنجليزية)
- دونكان فيرغسون على موقع إي إس بي إن إف سي (الإنجليزية)
- دونكان فيرغسون على موقع قاعدة بيانات كرة القدم.إي يو (الإنجليزية)
- دونكان فيرغسون على موقع ناشيونال فوتبول تيمز (الإنجليزية)
- دونكان فيرغسون على موقع Soccerbase.com (لاعب) (الإنجليزية)
- دونكان فيرغسون على موقع Soccerway.com (الإنجليزية)
- دونكان فيرغسون على موقع عالم كرة القدم.نت (الإنجليزية)